# Telecabina Panorámica del Mont Blanc

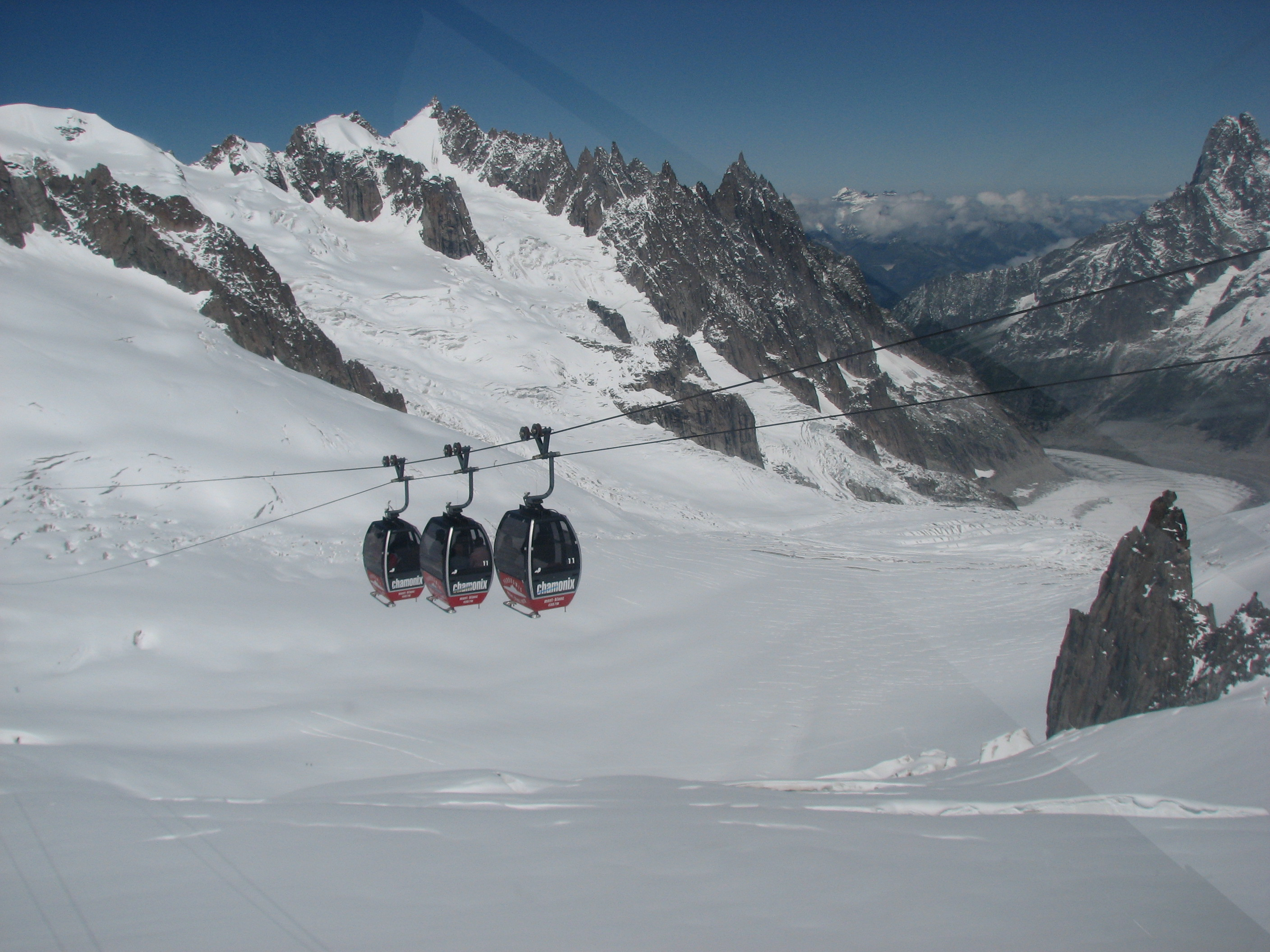
Teleférico del Mont-Blanc por encima del glaciar Géant, con el Mer de Glace abajo a la derecha.

La Telecabina Panorámica del Mont-Blanc (Télecabine Panoramic Mont-Blanc en francés), antiguamente denominada Telecabina del Valle Blanco (Télécabine de la Vallée Blanche) es una telecabina con un comportamiento técnicamente asimilable al de un teleférico, ya que cuenta con un cable portante fijo y un cable tractor, que realiza un recorrido aéreo de 5093 metros en un tiempo de aproximadamente 30 minutos, sobre el Valle Blanco del Mont Blanc, y el Glaciar du Géant. La telecabina une L'Aiguille du Midi, situada en Francia desde la altitud de 3778 metros, con la Punta Helbronner, situada en la frontera entre Francia e Italia, a una altitud de 3466 metros.
A lo largo del recorrido, la telecabina sobrevuela numerosos seracs y grietas del glaciar. Durante el mismo, se realizan un total de cinco paradas, que duran el tiempo necesario para que el pasaje suba y baje de la telecabina en las dos estaciones.
El trayecto se subdivide en tres tramos. El primero, de 1684 metros, se apoya en una subestación situada sobre el Gros Rognon, a partir de la cual la trayectoria vira entre 7.º y 9.º a la derecha. Desde este punto, atraviesa el Glaciar du Géant a lo largo de 2831 metros, hasta alcanzar el Col des Flambeaux, punto en el que la telecabina se atraviesa un apoyo suspendido formado por cables que a su vez quedan anclados en dos picos laterales. El tramo final hasta alcanzar la Punta Helbronner, a 3466 metros de altitud, tiene una longitud de 447 metros.